# Lewis Dunk
Lewis Carl Dunk (Brighton, 21 novembre 1991) è un calciatore inglese, difensore del Brighton, di cui è capitano, e della nazionale inglese, con la quale è diventato vicecampione d'Europa nel 2024.

## Carriera

### Club
Prodotto del settore giovanile del Brighton (squadra della sua città), esordisce in prima squadra il 1º maggio 2010 in un match di League One contro il MK Dons. Negli anni a seguire diventerà un perno fondamentale della squadra, portandola fino alla promozione in massima serie grazie al secondo posto maturato al termine della stagione 2016-2017 di Championship.

### Nazionale
Ha ricevuto una convocazione dall'Inghilterra Under-21 nel novembre 2011, senza tuttavia mai scendere in campo.
Sette anni più tardi, nell'ottobre 2018, riceve la sua prima convocazione in nazionale maggiore inglese dal C.T. dei Tre Leoni Gareth Southgate per rimpiazzare il collega di reparto infortunato James Tarkowski.
Il debutto arriva un mese più tardi nell'amichevole vinta per 3-0 contro gli Stati Uniti, partita in cui ha giocato da titolare, rimanendo in campo per tutti i 90 minuti della sfida.

## Statistiche

### Presenze e reti nei club
Statistiche aggiornate al 27 ottobre 2023.
| Stagione        | Squadra         | Campionato      | Campionato | Campionato | Coppe nazionali | Coppe nazionali | Coppe nazionali | Coppe continentali | Coppe continentali | Coppe continentali | Altre coppe | Altre coppe | Altre coppe | Totale | Totale |
| Stagione        | Squadra         | Comp            | Pres       | Reti       | Comp            | Pres            | Reti            | Comp               | Pres               | Reti               | Comp        | Pres        | Reti        | Pres   | Reti   |
| --------------- | --------------- | --------------- | ---------- | ---------- | --------------- | --------------- | --------------- | ------------------ | ------------------ | ------------------ | ----------- | ----------- | ----------- | ------ | ------ |
| 2010-2011       | Brighton        | FL1             | 6          | 0          | FACup+CdL       | 3+0             | 0               | -                  | -                  | -                  | -           | -           | -           | 9      | 0      |
| 2011-2012       | Brighton        | FLC             | 31         | 0          | FACup+CdL       | 3+2             | 0               | -                  | -                  | -                  | -           | -           | -           | 36     | 0      |
| 2012-gen. 2013  | Brighton        | FLC             | 8          | 0          | FACup+CdL       | 0+1             | 0               | -                  | -                  | -                  | -           | -           | -           | 9      | 0      |
| gen.-giu. 2013  | Bristol City    | FL1             | 2          | 0          | FACup+CdL       | -               | -               | -                  | -                  | -                  | FLT         | 1           | 0           | 3      | 0      |
| 2013-2014       | Brighton        | FLC             | 7+1        | 0          | FACup+CdL       | 4+0             | 0               | -                  | -                  | -                  | -           | -           | -           | 12     | 0      |
| 2014-2015       | Brighton        | FLC             | 38         | 5          | FACup+CdL       | 2+4             | 1+1             | -                  | -                  | -                  | -           | -           | -           | 44     | 7      |
| 2015-2016       | Brighton        | FLC             | 38+1       | 3+1        | FACup+CdL       | 1+1             | 0               | -                  | -                  | -                  | -           | -           | -           | 41     | 4      |
| 2016-2017       | Brighton        | FLC             | 43         | 2          | FACup+CdL       | 0               | 0               | -                  | -                  | -                  | -           | -           | -           | 43     | 2      |
| 2017-2018       | Brighton        | PL              | 38         | 1          | FACup+CdL       | 1+0             | 0               | -                  | -                  | -                  | -           | -           | -           | 39     | 1      |
| 2018-2019       | Brighton        | PL              | 36         | 2          | FACup+CdL       | 2+0             | 0               | -                  | -                  | -                  | -           | -           | -           | 38     | 2      |
| 2019-2020       | Brighton        | PL              | 36         | 3          | FACup+CdL       | 0               | 0               | -                  | -                  | -                  | -           | -           | -           | 36     | 3      |
| 2020-2021       | Brighton        | PL              | 33         | 5          | FACup+CdL       | 3+1             | 0               | -                  | -                  | -                  | -           | -           | -           | 37     | 5      |
| 2021-2022       | Brighton        | PL              | 29         | 1          | FACup+CdL       | 1+1             | 0               | -                  | -                  | -                  | -           | -           | -           | 31     | 1      |
| 2022-2023       | Brighton        | PL              | 36         | 1          | FACup+CdL       | 4+2             | 1+0             | -                  | -                  | -                  | -           | -           | -           | 42     | 1      |
| 2023-2024       | Brighton        | PL              | 24         | 3          | FACup+CdL       | 3+0             | 1+0             | UEL                | 7                  | 0                  | -           | -           | -           | 12     | 2      |
| Totale Brighton | Totale Brighton | Totale Brighton | 388+2      | 24+1       |                 | 37              | 4               |                    | 2                  | 0                  |             | 1           | 0           | 429    | 29     |
| Totale carriera | Totale carriera | Totale carriera | 390        | 25         |                 | 37              | 4               |                    | 2                  | 0                  |             | 1           | 0           | 432    | 29     |

### Cronologia presenze e reti in nazionale
| Cronologia completa delle presenze e delle reti in nazionale ― Inghilterra | Cronologia completa delle presenze e delle reti in nazionale ― Inghilterra | Cronologia completa delle presenze e delle reti in nazionale ― Inghilterra | Cronologia completa delle presenze e delle reti in nazionale ― Inghilterra | Cronologia completa delle presenze e delle reti in nazionale ― Inghilterra | Cronologia completa delle presenze e delle reti in nazionale ― Inghilterra | Cronologia completa delle presenze e delle reti in nazionale ― Inghilterra | Cronologia completa delle presenze e delle reti in nazionale ― Inghilterra |
| Data                                                                       | Città                                                                      | In casa                                                                    | Risultato                                                                  | Ospiti                                                                     | Competizione                                                               | Reti                                                                       | Note                                                                       |
| -------------------------------------------------------------------------- | -------------------------------------------------------------------------- | -------------------------------------------------------------------------- | -------------------------------------------------------------------------- | -------------------------------------------------------------------------- | -------------------------------------------------------------------------- | -------------------------------------------------------------------------- | -------------------------------------------------------------------------- |
| 15-11-2018                                                                 | Londra                                                                     | Inghilterra                                                                | 3 – 0                                                                      | Stati Uniti                                                                | Amichevole                                                                 | -                                                                          |                                                                            |
| 12-9-2023                                                                  | Glasgow                                                                    | Scozia                                                                     | 1 – 3                                                                      | Inghilterra                                                                | Amichevole                                                                 | -                                                                          |                                                                            |
| 13-10-2023                                                                 | Londra                                                                     | Inghilterra                                                                | 1 – 0                                                                      | Australia                                                                  | Amichevole                                                                 | -                                                                          |                                                                            |
| 23-3-2024                                                                  | Londra                                                                     | Inghilterra                                                                | 0 – 1                                                                      | Brasile                                                                    | Amichevole                                                                 | -                                                                          | 67’                                                                        |
| 26-3-2024                                                                  | Londra                                                                     | Inghilterra                                                                | 2 – 2                                                                      | Belgio                                                                     | Amichevole                                                                 | -                                                                          |                                                                            |
| 3-6-2024                                                                   | Newcastle upon Tyne                                                        | Inghilterra                                                                | 3 – 0                                                                      | Bosnia ed Erzegovina                                                       | Amichevole                                                                 | -                                                                          | 73’                                                                        |
| Totale                                                                     |                                                                            | Presenze                                                                   | 6                                                                          |                                                                            | Reti                                                                       | 0                                                                          |                                                                            |

## Palmarès
- Football League One: 1

Brighton: 2010-2011